# Mötesstation

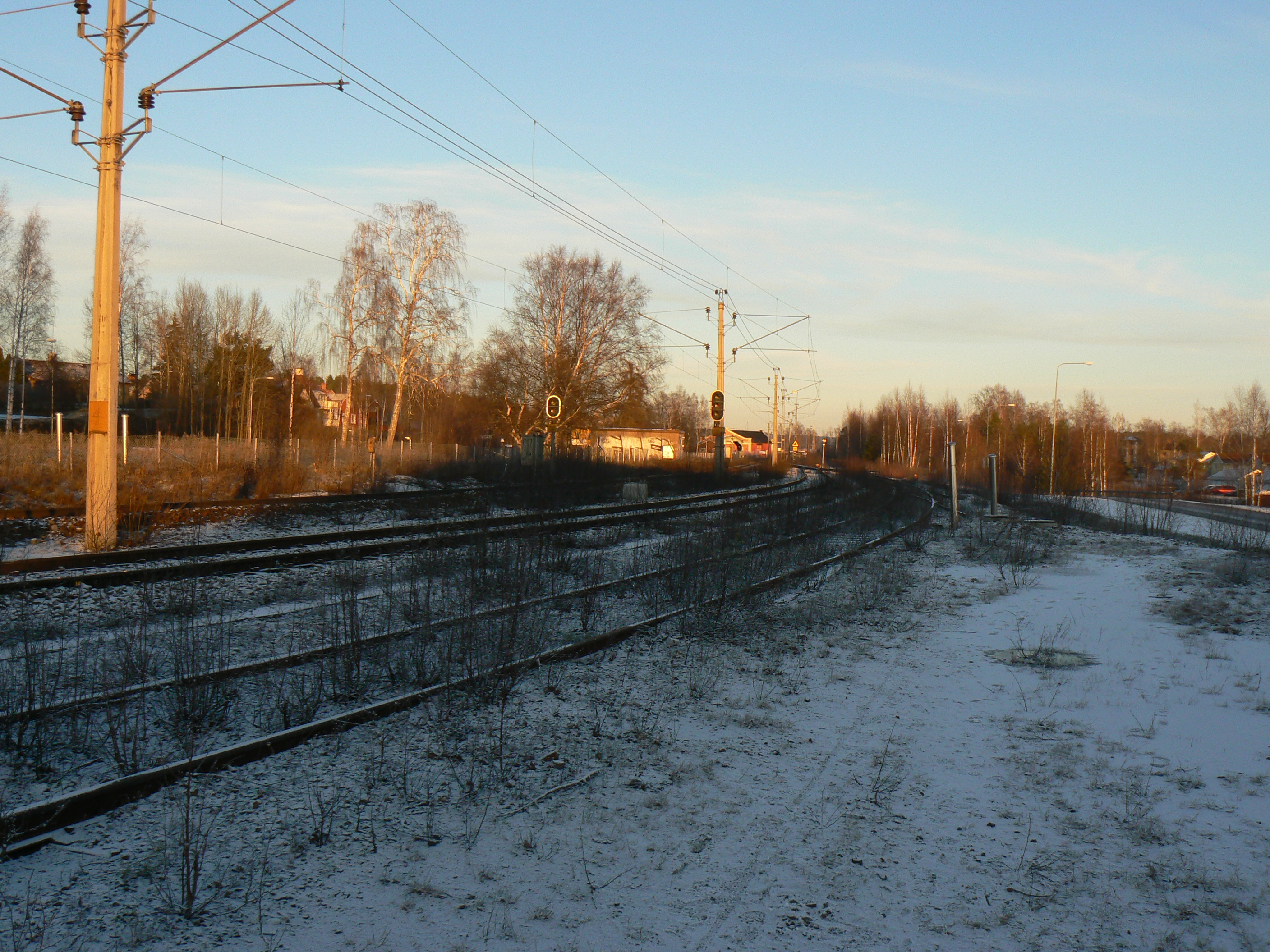
Korsnäs station på Bergslagsbanan är en mötesstation

En mötesstation är i spårtrafik en driftplats (tidigare kallad järnvägsstation) som används för tågmöten och för omkörningar av långsammare tåg (vanligen godståg), men där inga passagerare får stiga av eller på och heller inget gods lastas av eller på tågen.

## Tillämpning
Under första halvan av 1900-talet skedde tågmötena vid de vanliga stationerna på de enkelspåriga järnvägarna. När trängseln på spåret sedan ökade infördes särskilda mötesstationer mellan de gamla stationerna där tågen ändå stannade. Man strävade att få mötesplatserna jämnt utspridda för att underlätta tidtabellsläggningen. På den moderna Botniabanan byggdes mötesstationer ungefär var 10:e km. 
En mötesstation ryms således inte under det vardagliga begreppet järnvägsstation med stationshus och perronger, men är en driftplats (station) i banteknisk bemärkelse. Mötesstationerna återfinns längs enkelspåriga järnvägar och utgör där platser där banan på en kort sträcka har två eller undantagsvis flera spår. En del läggs utanför samhällena, där marken är billig och stängsel ej behövs, till exempel Kjula och Härad på Svealandsbanan. På äldre svenska järnvägar har dock mötesstationerna oftast tidigare varit stationer där tåg gjort uppehåll för på- och avstigning. Mötesspåret är ofta det som återstår av en tidigare bangård. På järnvägsstationer vill man också ha mötesstationer eftersom persontågen inte förlorar så mycket tid på möten där, eftersom de ändå ska stanna där.

## Säkerhet
Nya mötesstationer har normalt ett rakt huvudspår genom stationen där de snabbare tågen kör. Sidospåret, där de tåg som ska vänta på mötet eller omkörningen kör in, kan vara byggda på två sätt:
- Samtidig infart. Dessa är försedda med skyddsväxel mot ett skyddsspår med en stoppbock i vardera änden. Dessa skyddsväxlar är normalt lagda in mot skyddsspåren och hindrar fysiskt att tåg genom olyckshändelse kan komma in på huvudspåret. Endast när ställverket lägger en tågfärdväg in på sidospåret läggs skyddsväxlarna om. Alternativt kan man ha en skyddssträcka som extra säkerhet om tåget ej helt stannat vid signalen. Är numera standard vid all nybyggnad.
- Ej samtidig infart. Skyddsväxel eller skyddssträcka saknas vilket gör att ett ankommande tåg som ej helt stannat vid signalen kan komma in på huvudspåret och utgöra hinder för mötande tåg. Ställverket fungerar då så att det senare inkommande tåget måste vänta vid stationens infartssignal tills det bekräftats att föregående tåg ej passerat stoppsignalen. Metoden innebär en stor begränsning av kapaciteten och byggs därför bort vid ombyggnader för högre bankapacitet.

## Banans trafikkapacitet
Den högsta möjliga kapaciteten för ett enkelspår, med trafik i båda riktningarna, är ett tåg per riktning på den tid det tar att köra två efterföljande sträckor mellan mötesstationer. Om det tar 10 minuter mellan mötesstationer kan det gå ett tåg var 20:e minut per riktning. 
Varje tåg ser ett möte dubbelt så ofta, i detta fall var 10:e minut eftersom mötande tåg närmar sig.
Tågmöte var 10:e minut är ofta och ger låg medelhastighet och stor risk för förseningar. Vanligen körs bara ett persontåg, ibland två per timme och riktning på enkelspår, för att få bättre medelhastighet.
Den ökande beläggningen på järnvägarna kan mötas med ökande tåglängd. En ny europeisk standard är satt till 750 meter, och många mötesplatser kommer sannolikt att förlängas för att klara denna tåglängd, vilket endast gäller godståg. I länder utanför Europa kan standardlängden vara betydligt längre, upp till 1 800 meter. Persontåg begränsas av perronglängd som enligt europeisk standard bör vara 400 meter på huvudlinjer. På Västra stambanan och Södra stambanan är det dock 350 meter, vilket medger två hopkopplade X2000-tåg. Man får också plats med 12 normala personvagnar och ett lok. På Norra stambanan finns cirka 500 meter långa perronger.
En annan lösning är att man lägger in dubbelspårssträckor som är så långa att tågen inte behöver stanna vid möten eller omkörningar. Järnvägstekniskt betraktas dessa vanligen som två stationer, en i vardera ändan. Sådana finns på Svealandsbanan och Mälarbanan (väster om Arboga). Problemet med det är att om det ena tåget är sent måste det andra stanna ändå. Det tåg som kommer sist behöver inte stanna heller på normala mötesstationer. Eftersom tidtabellen måste innehålla marginaler för att hämta in små förseningar försvinner en stor del av fördelen med en sådan dubbelspårssträcka såvida den inte är mycket lång.